# Ivorian Basketball Championship
La Ivorian Basketball Championship, nota anche come Ligue d'Or (in italiano: Lega d'Oro), è la massima lega di pallacanestro per club in Costa d'Avorio. A partire dalla stagione 2024, la lega è composta da dodici squadre. La squadra di maggior successo nella storia del campionato è l'ABC Fighters, che ha vinto ben 19 titoli nazionali. La lega è stata ribattezzata "Ligue d'Or" nel 2024.
I campioni del campionato nazionale hanno il diritto di partecipare al Road to BAL, il turno di qualificazione della Basketball Africa League (BAL).

## Squadre attuali
Di seguito l'elenco delle 12 squadre che hanno preso parte all'edizione 2025 del campionato:
| Squadra             | Città        |
| ------------------- | ------------ |
| ABC Fighters        | Abidjan      |
| ABI Snipers         | Abidjan      |
| ASA                 | Abidjan      |
| Abidjan Azur        | Abidjan      |
| CBA                 | Abidjan      |
| CSA Treichville     | Abidjan      |
| Global Abidjan      | Abidjan      |
| Hypersonics Abidjan | Abidjan      |
| Jeunesse d'Abidjan  | Abidjan      |
| ROBC                | Abidjan      |
| SOA                 | Yamoussoukro |
| Warriors Abidjan    | Abidjan      |

## Champions
| Stagione | Campioni           | Finalista          | Risultato | Note  |
| -------- | ------------------ | ------------------ | --------- | ----- |
| 2003-04  | ABC Fighters       | sconosciuto        |           |       |
| 2004-05  | ABC Fighters       | sconosciuto        |           |       |
| 2005-06  | ABC Fighters       | sconosciuto        |           |       |
| 2006-07  | ABC Fighters       | sconosciuto        |           |       |
| 2007-08  | ABC Fighters       | sconosciuto        |           |       |
| 2008-09  | ABC Fighters       | sconosciuto        |           |       |
| 2009-10  | ABC Fighters       | sconosciuto        |           |       |
| 2010-11  | ABC Fighters       | sconosciuto        |           |       |
| 2011-12  | ABC Fighters       | sconosciuto        |           |       |
| 2012-13  | ABC Fighters       | sconosciuto        |           |       |
| 2013-14  | ABC Fighters       | SOA                |           |       |
| 2014-15  | ABC Fighters       | sconosciuto        |           |       |
| 2015-16  | ABC Fighters       | sconosciuto        |           |       |
| 2016-17  | ABC Fighters       | sconosciuto        |           |       |
| 2017-18  | ABC Fighters       | SOA                | 2-0       | [ 3 ] |
| 2018-19  | ABC Fighters       | Abidjan Azur       | 2-1       | [ 4 ] |
| 2019-20  | ABC Fighters       | CSA Treichville    | 78-60     | [ 5 ] |
| 2020-21  | SOA                | ABC Fighters       | 2-0       | [ 6 ] |
| 2021-22  | ABC Fighters       | Abidjan Azur       | 2-0       | [ 7 ] |
| 2022-23  | ABC Fighters       | Jeunesse d'Abidjan | 2-0       |       |
| 2024     | ABC Fighters       | SOA                | 3-1       |       |
| 2025     | Jeunesse d'Abidjan | SOA                | 2-0       | [ 8 ] |

## Titoli per squadra
| Squadra            | Titoli | Finali | Edizioni vinte | Edizioni finali        |
| ------------------ | ------ | ------ | --- | ---------------------- |
| ABC Fighters       | 20     | 1      | 2004, 2005, 2006, 2007, 2008, 2009, 2010, 2011, 2012, 2013, 2014, 2015, 2016, 2017, 2018, 2019, 2020, 2022, 2023, 2024 | 2021                   |
| SOA                | 1      | 4      | 2021 | 2014, 2018, 2024, 2025 |
| Jeunesse d'Abidjan | 1      | 1      | 2025 | 2023                   |
| Abidjan Azur       | 0      | 2      | – | 2019, 2022             |
| CSA Treichville    | 0      | 1      | – | 2020                   |